# دهستان پسکوه (سیب و سوران)
دهستان پسکوه، یکی از دهستان‌های بخش پسکوه شهرستان سیب و سوران در استان سیستان و بلوچستان ایران است. مرکز این دهستان، روستای کهن کریم است.

## جمعیت
بر پایه سرشماری عمومی نفوس و مسکن در سال ۱۳۹۵، جمعیت دهستان پسکوه برابر با ۶٬۸۷۰ نفر بوده‌است.